# Iglesia de San Julián (Canalda)
La iglesia de San Julián de Canalda (en catalán: església de Sant Julià de Canalda) es la iglesia parroquial de la entidad de población de Canalda del municipio de Odèn perteneciente a la comarca catalana del Solsonés en la provincia de Lérida). Es un monumento protegido e inventariado dentro del Patrimonio Arquitectónico Catalán como Bien Cultural de Interés Local.

## Descripción

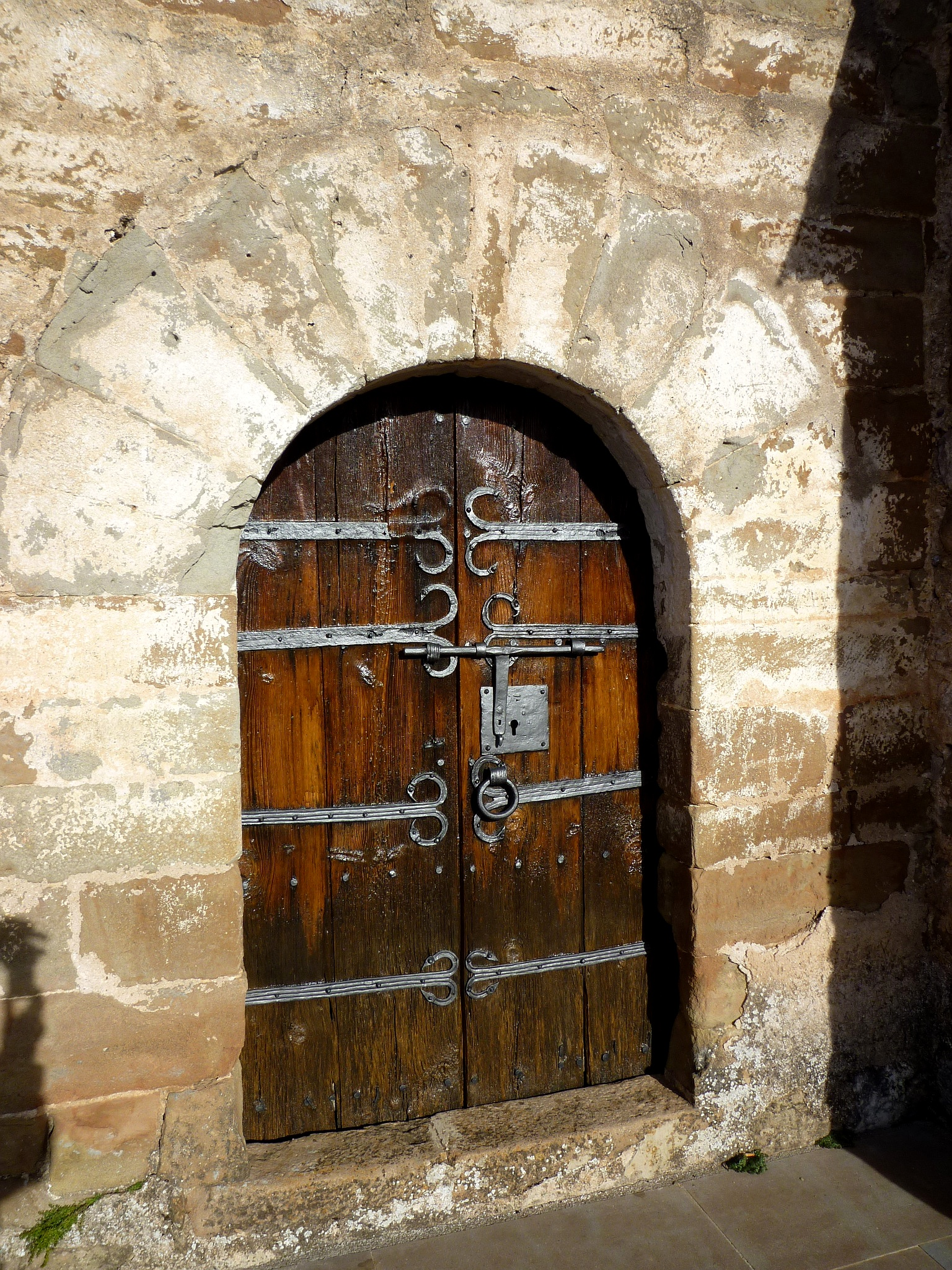
Herraje de la puerta

Es un edificio de una sola nave, correspondiente a una construcción de los siglos XI-XII, que conserva parte de una cabecera, -dos ábsides, falta el tercero- del siglo IX-. Los dos ábsides están cubiertos con bóveda de cañón sostenida por arcos torales y están en el sector este. El conjunto, pues, corresponde a dos épocas. De la más antigua queda el ábside central y el lateral sur, con un paramento de sillares desbastados y dispuestos irregularmente. En la segunda época corresponde la nave, con un paramento de sillares desbastados y colocados en hiladas regulares. En el muro sur se abre la puerta de entrada, de arco de medio punto adintelado, que conserva un herraje de estilo románico. En el frontis, sobre la ventana abocinada y con arco de medio punto adovelado que lo corona, hay una cruz esculpida. En el ábside todavía quedan algunas ventanas de derrame simple. Hay una escala exterior para subir al campanario construida posteriormente.

## Noticias históricas
La iglesia está mencionada en el Acta de Consagración y Dotación de la Catedral de Urgel del año 839. El obispo Nantigis la consagró de nuevo el año 900, constituyéndola canónicamente en parroquia.